# الاتحاد العربي للنقل البري والسياحة
شركة الاتحاد العربي للنقل البري والسياحة أو  سوبر جيت هي شركة مساهمة حكومية مصرية، تمتلكها وزارة النقل، تأسست سنة 1974 في فترة اتحاد الجمهوريات العربية بغرض نقل الركاب بين دول الاتحاد، وتحولت في نهاية السبعينيات إلى النقل داخل مصر، وتعمل حاليًا في مجال النقل البري بالحافلات داخل العاصمة الإدارية الجديدة، والربط بين 14 محافظة داخل مصر من خلال عدد 33 محطة ركاب، وكذلك خارج مصر إلى دول مجلس التعاون الخليجي، الأردن، ليبيا، وقريبًا العراق.
وصل عدد أسطول الشركة في منتصف سنة 2019 إلى 204 حافلة من عدة طرازات مثل نيوبلان ، مرسيدس، فولفو، ومان. وللشركة تسعة فروع منها أربعة في القاهرة هي موقف طريق القاهرة - السويس الصحراوي، رمسيس، عبد المنعم رياض، وعدلي منصور، والباقي في الإسكندرية، شرم الشيخ، بورسعيد، سوهاج، والغردقة.

## خطوط الشركة
تعمل شركة الاتحاد العربي للنقل البري على نقل الركاب بالحافلات داخل العاصمة الإدارية الجديدة من خلال شراء وتشغيل عدد 120 حافلة تعمل بالكهرباء، بالإضافة إلى النقل البري بين 14 محافظة مصرية، وإلى العديد من الدول العربية وهي:
الخطوط الداخلية
| من         | إلى |
| ---------- | --- |
| القاهرة    | الإسكندرية، مرسى مطروح، العلمين، شرم الشيخ، الغردقة، دمياط، بورسعيد، العريش، دشنا، قنا، ملوي، أسيوط، الأقصر، جرجا، والعكس. |
| الإسكندرية | بورسعيد، مرسى مطروح، شرم الشيخ، الغردقة، العريش، السويس، جرجا، المنيا، ملوي، أسيوط، والعكس.                                |
| المنيا     | شرم الشيخ، والعكس. |

الخطوط الدولية
| من                  | إلى |
| ------------------- | --- |
| القاهرة، الإسكندرية | ليبيا (طرابلس، بنغازي)، الأردن عمان، السعودية، الإمارات، قطر، الكويت، البحرين عن طريق موانئ سفاجا، الغردقة، ونويبع. |

## معرض الصور

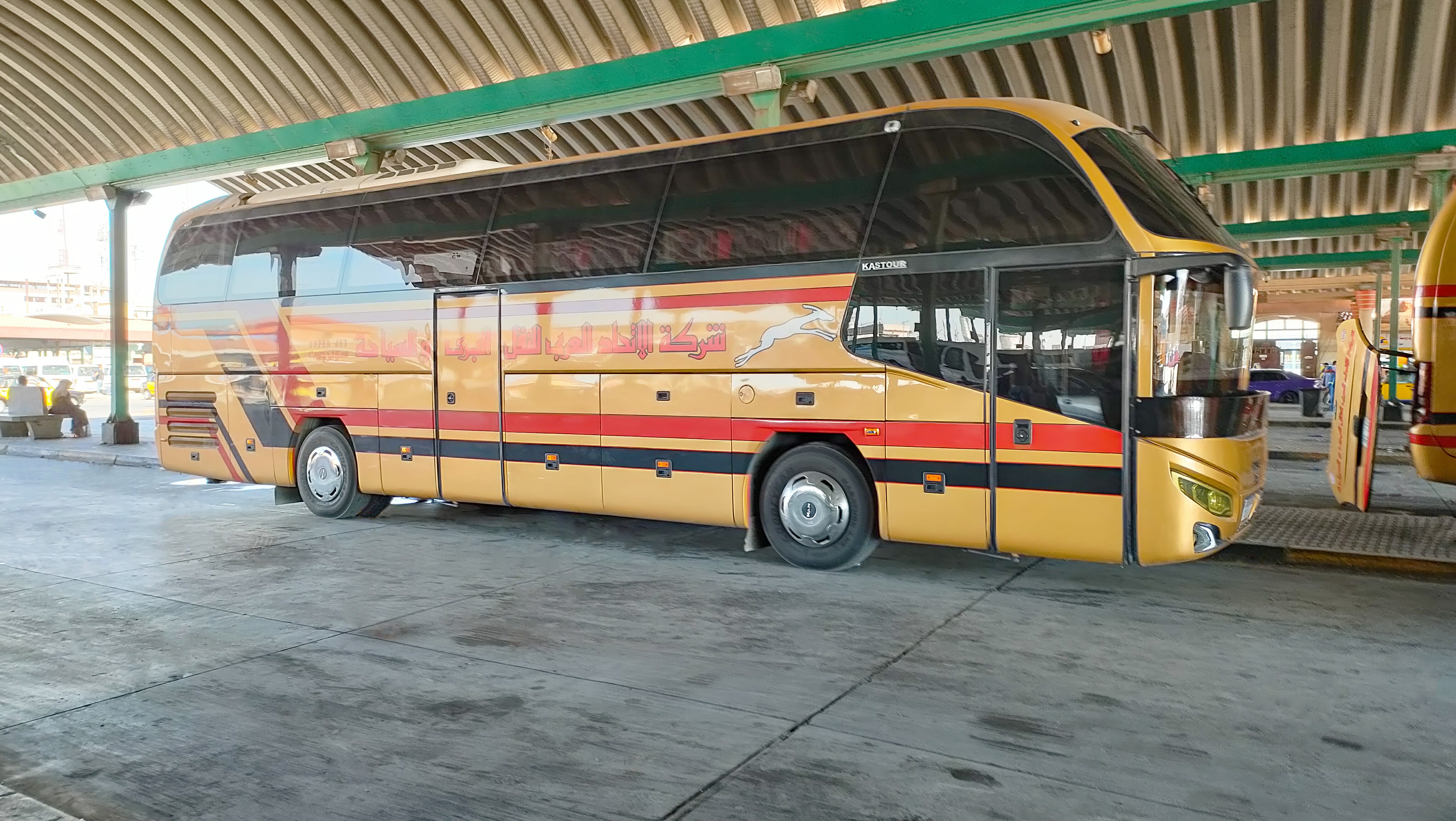
حافلة من طراز مان.
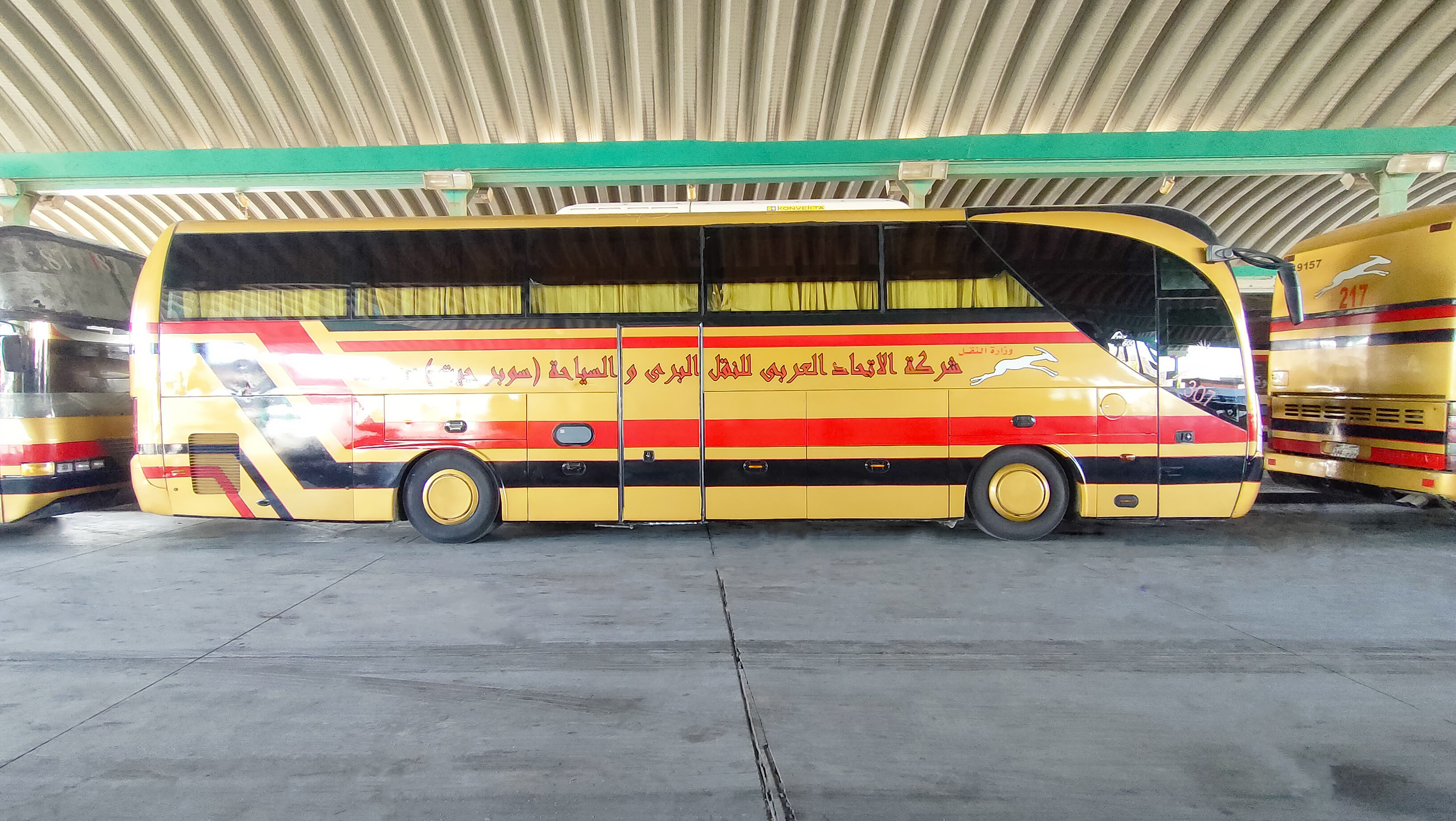
حافلة من طراز مرسيدس.
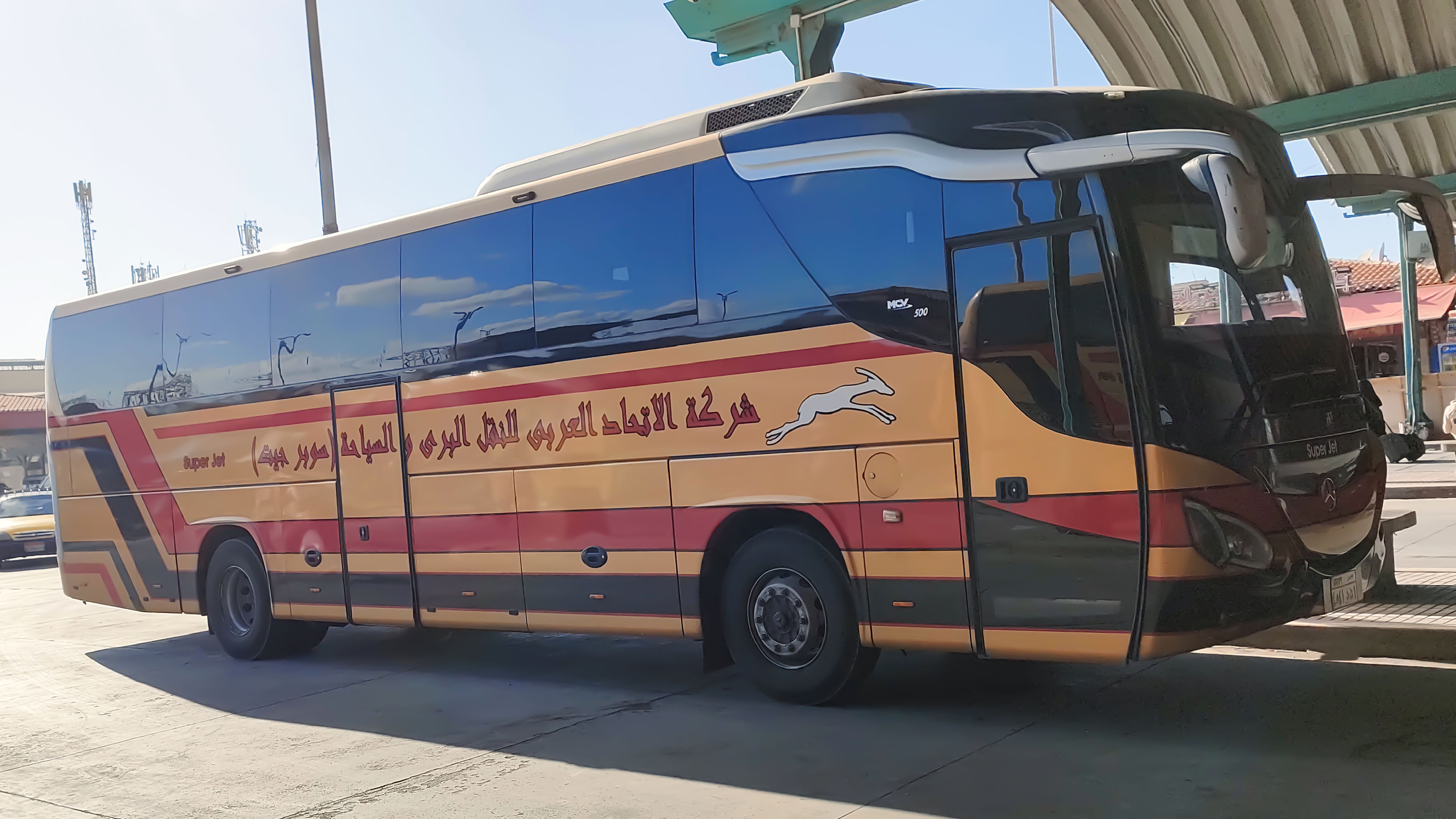
حافلة من طراز مرسيدس.
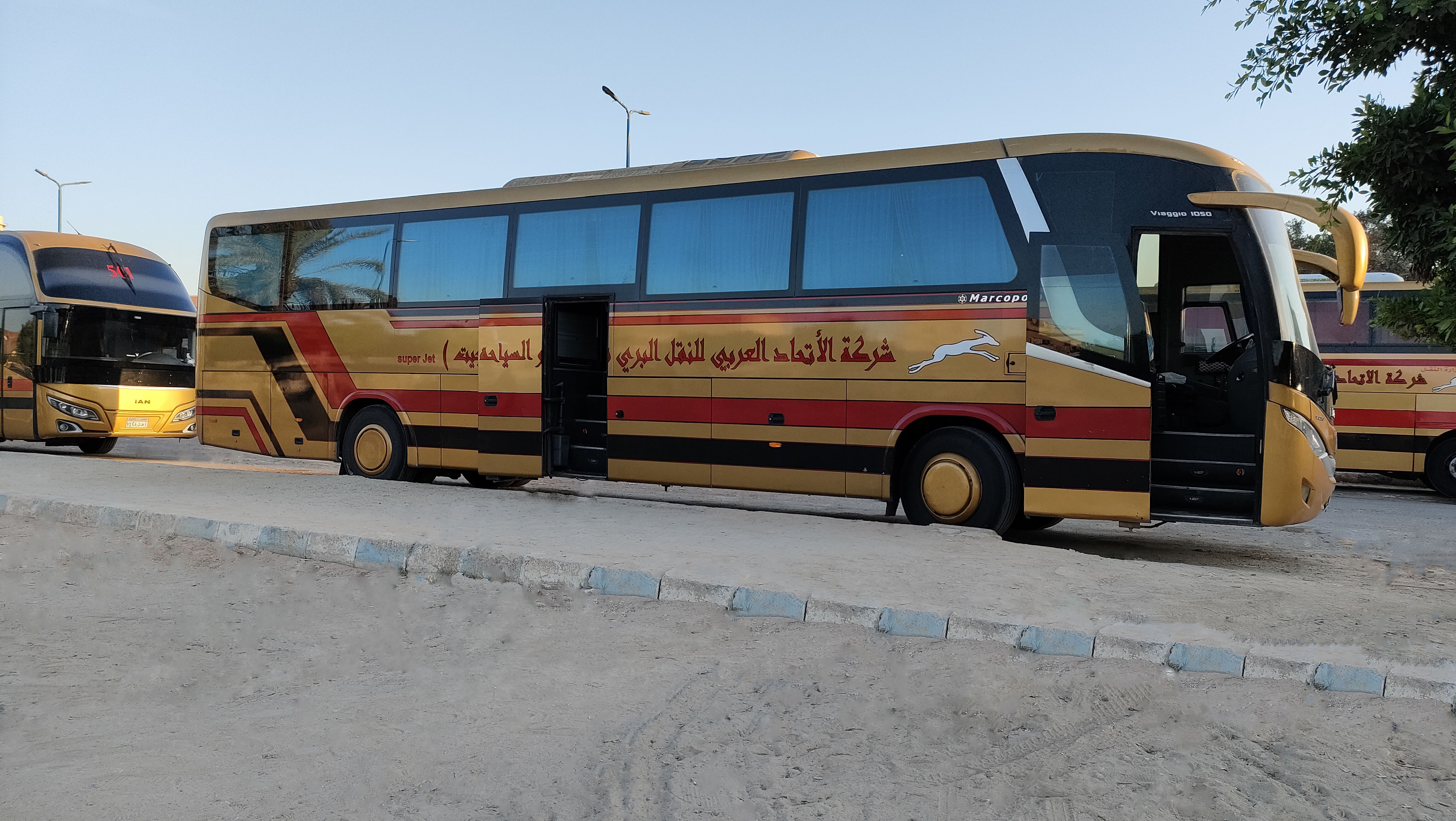
حافلة من طراز فولفو.
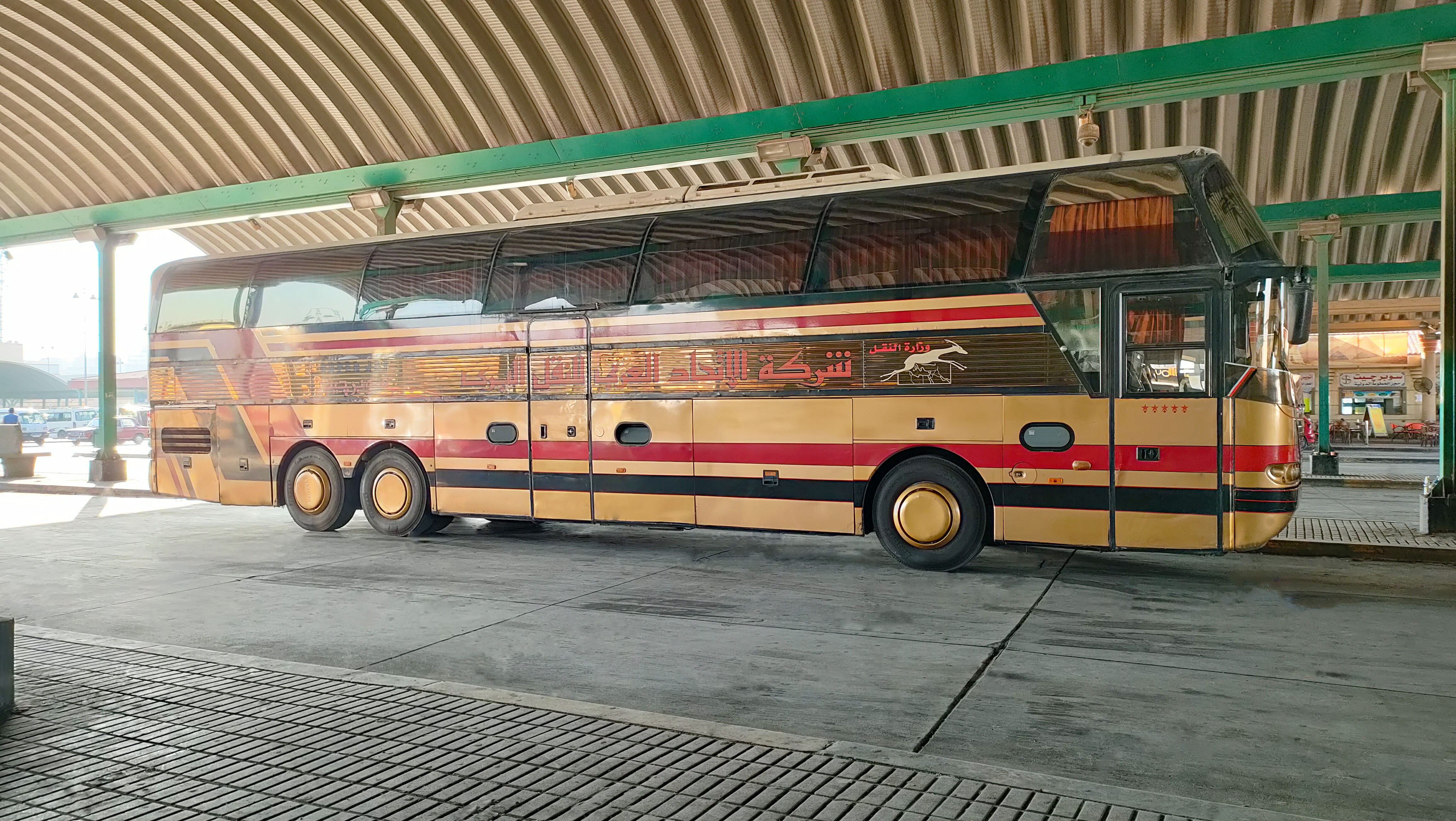
حافلة من طراز نيوبلان.
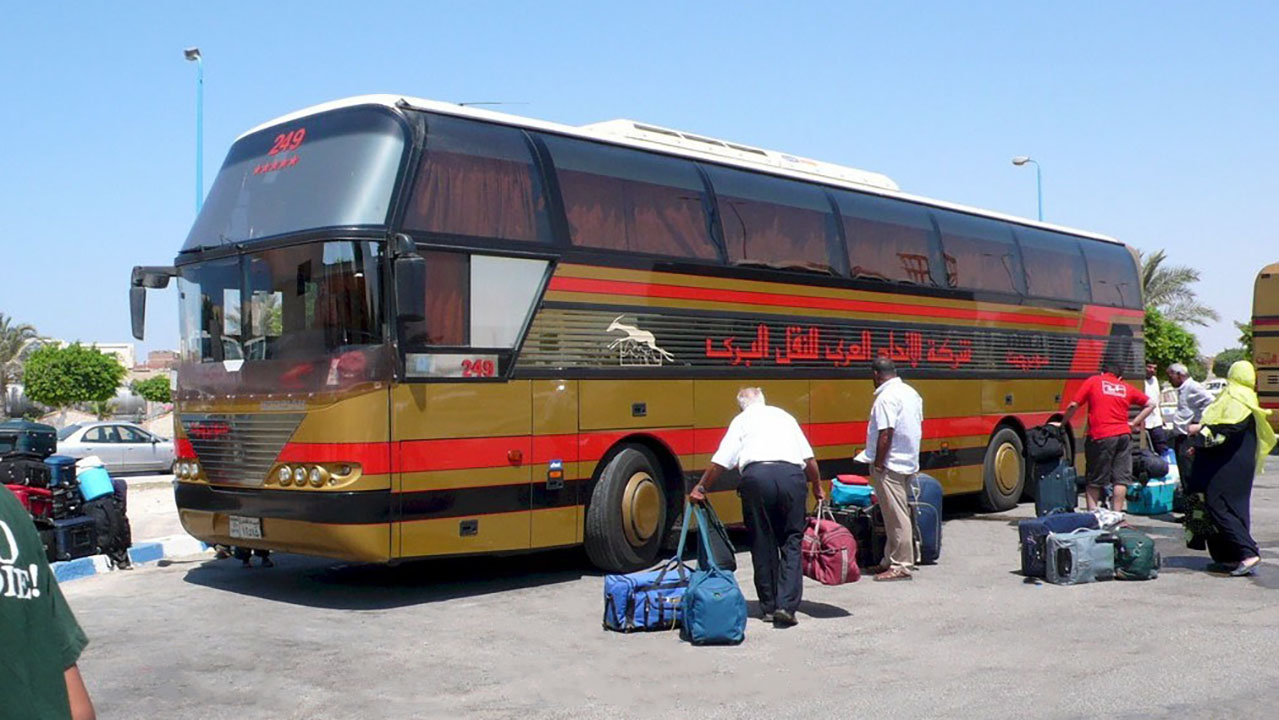
حافلة من طراز نيوبلان.
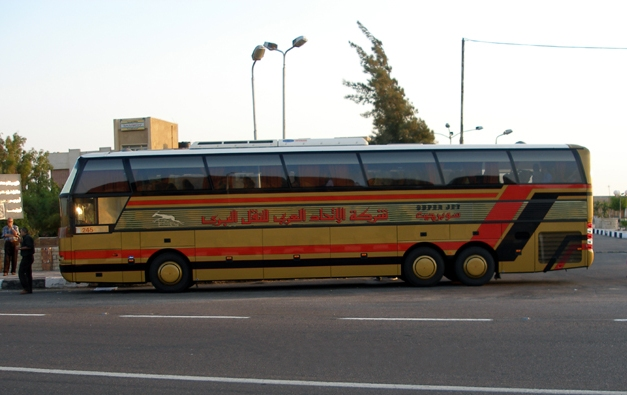
حافلة من طراز نيوبلان.

## وصلات خارجية
- الموقع الرسمي للشركة
- الصفحة الرسمية للشركة على موقع فيس بوك